# Св. Врачки новини
„Св. Врачки новини“ с подзаглавие Орган на Българското туристическо дружество „Елин връх“ е български туристически вестник, излизал от 1930 до 1931 година в Свети Врач, България.
Печата се в печатница „Сл. Г. Пилев“ в Дупница. Цената е произволна и парите отиват за фонд за поддържане на хижите.
| Годишнина | Броеве | Дата                           |
| --------- | ------ | ------------------------------ |
| I         | 1 – 5  | август 1930 – 15 февруари 1931 |
| II        | 6 – 8  | 1 март 1931 – 24 май 1931      |

От 2 брой подзаглавието е Двуседмично издание, от 3 излиза месечно, а от 4 – неопределено. От 3 в редакционния комитет влизат д-р Д. Ив. Бояджиев, Н. Т. Вълков и В. Касапов, а от 4 и К. Коцев.